# Battaglia di Kinburn (1787)
La battaglia di Kinburn venne combattuta il 1º ottobre 1787 durante la guerra russo-turca del 1787-1792.
La debole fortezza di Kinburn era collocata su un sottile cordone sabbioso, noto come capo Kinburn, sito sulla sponda meridionale dell'estuario del fiume Dnepr, proprio di fronte alla piazzaforte di Očakiv (in turco: Özi). Essa copriva l'attracco per la flotta di base a Ucraina. Le ragioni dell'attacco ottomano a Kinburn erano quelle di privare il nemico di una base per assediare Očakiv e la flotta di Cherson.

## Le forze in campo
Aleksandr Suvorov, comandante della guarnigione russa, disponeva di 19 cannoni in bronzo e 300 in ferro nella fortezza, ma essi avevano un raggio limitato, 1500 fanti a Kinburn e 2 500 fanti e 10 cannoni e un reggimento di cavalleria a circa 50 chilometri dalla fortezza.
Gli ottomani disponevano invece di 3 navi di linea con 60 cannoni, 4 fregate da 34 cannoni, 4 navi bombardiere e 14 cannoniere con 4 cannoni ciascuna. In totale sulle navi ottomane vi erano circa 400 cannoni. Le truppe ottomane erano trasportate da 23 vascelli da trasporto.

## La battaglia

### Il primo attacco

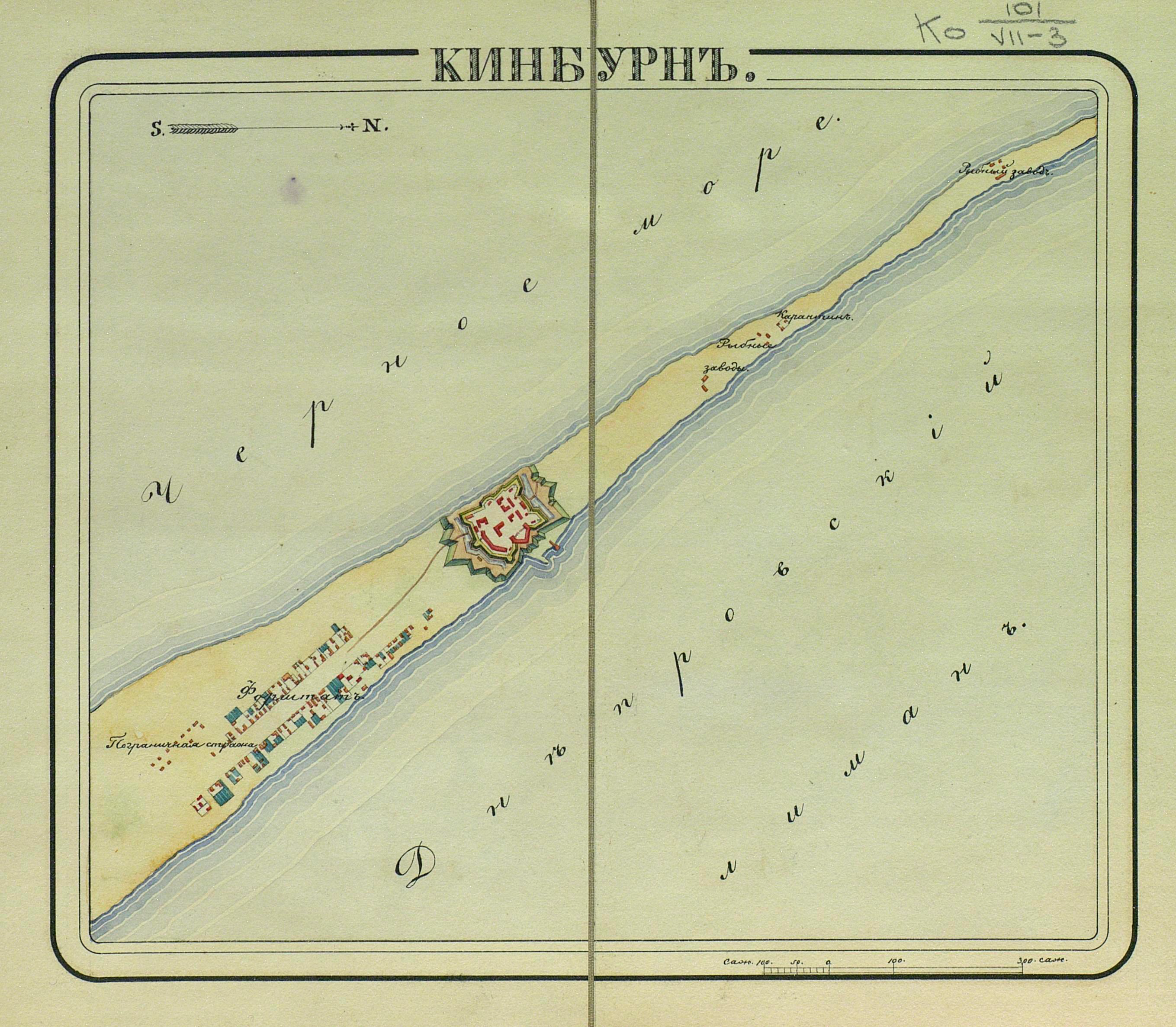
L'ubicazione della fortezza su capo Kinburn

Nel mese di settembre, la flotta ottomana per ben due volte tentò di attaccare la flotta russa attraccata presso la costa, cercando di localizzare la posizione dei cannoni russi. Durante un bombardamento, la galea russa Desna che era parte delle forze marittime al comando dell'ammiraglio Nikolaj Mordvinov, intervenne per iniziativa del suo capitano maltese e riuscì a ricacciare le cannoniere ottomane. Il 29 e il 30 settembre il bombardamento di Kinburn venne condotto ancora una volta dalle navi ottomane. Il 1º ottobre 1787 alle 9 del mattino vennero sbarcate 6 000 truppe anfibie in due siti separati (5 300 sulla riva ed il resto presso il villaggio di Bienka poco distante), con il supporto navale della flotta turca. Il pascià di Očakov ordinò alle navi di abbandonare le loro posizioni dopo lo sbarco di modo che le forze anfibie sarebbero state costrette a non ritirarsi dal combattimento. Le forze da sbarco scavarono un totale di 15 trincee tentando di avvicinarsi a Kinburn.
Suvorov chiese l'arrivo dei rinforzi (2 500 tra fanti e cosacchi) ed attese in preghiera nella cappella della fortezza, ricevendo in quel luogo tutti i messaggi e i dispacci militari.

### Il contrattacco

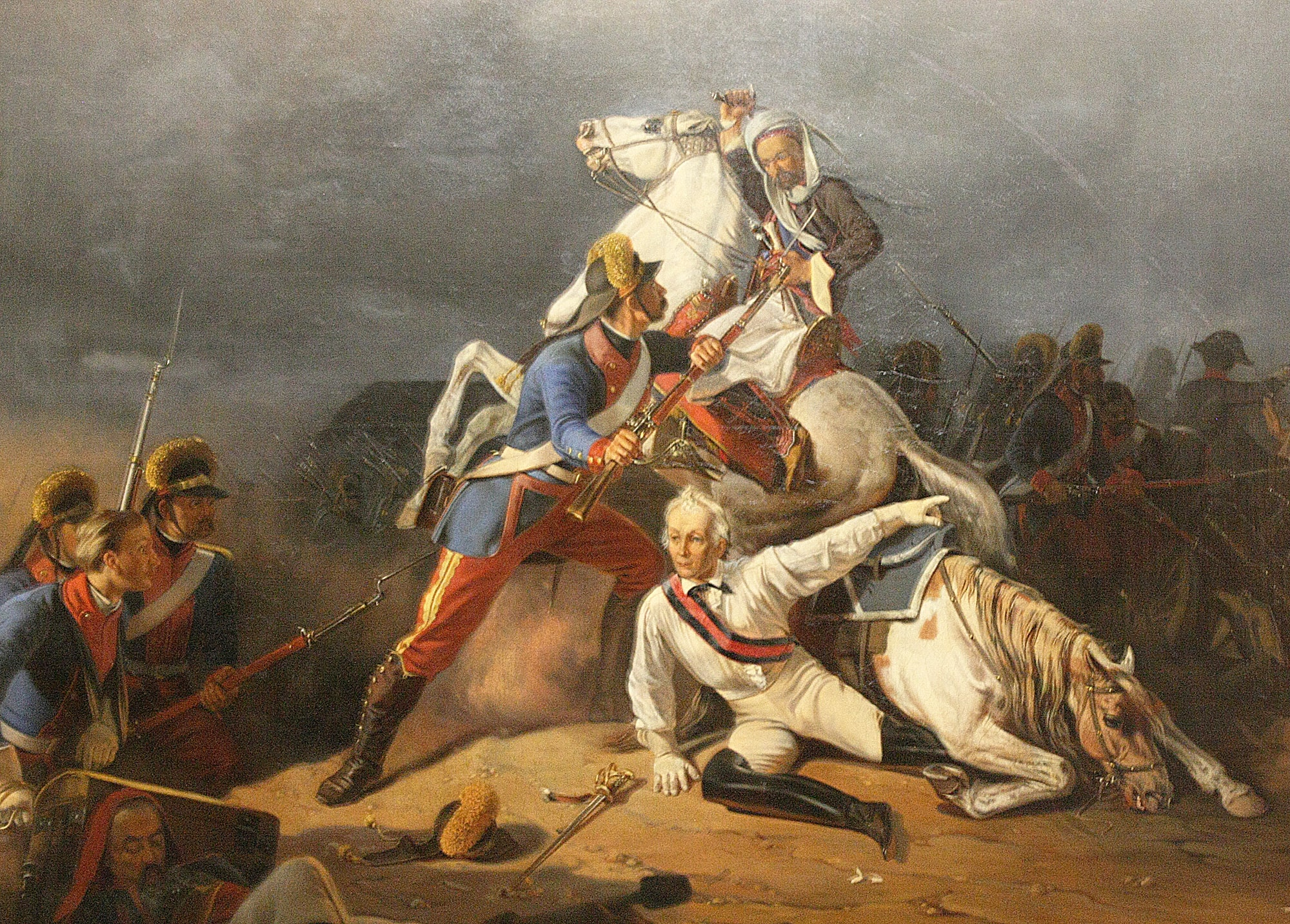
Il granatiere Novikov salva la vita al generale Suvorov durante la battaglia di Kinburn

A mezzogiorno i Turchi si avvicinarono sino a 200 passi dalla fortezza. Suvorov iniziò il primo contrattacco con 1 500 soldati del reggimento "Orlov" e granatieri del reggimento "Schlisselburg". Gli attaccanti presero 10 delle 15 trincee realizzate, ma sotto il fuoco nemico della flotta ottomana vennero costretti a fare ritorno alla fortezza. Suvorov stesso venne ferito al fianco ed alla mano sinistra e venne salvato solo grazie al coraggio di Stepan Novikov, un granatiere del reggimento "Schlisselburg".
Alle 16:00 i rinforzi russi giunsero sul posto e Suvorov ripeté l'attacco, permettendo ai cosacchi di attaccare il fianco sinistro del nemico. Questo attacco ebbe successo ed i turchi vennero spinti fuori dalle trincee e forzati a spostarsi verso la costa, costringendo così la loro flotta a cessare il fuoco per non colpire le proprie truppe. Suvorov si trovò con due cavalli uccisi sotto la sua sella. I cannoni vennero a questo punto puntati sui turchi facendo una carneficina.
Quella notte i 600 turchi sopravvissuti allo sbarco tornarono alle navi. Diverse centinaia dei sopravvissuti che invece si erano nascosti aspettando il momento opportuno per reimbarcarsi, vennero attaccati dai cosacchi la mattina successiva. Le perdite russe ammontarono a 2 ufficiali e 136 soldati uccisi e 17 ufficiali e 300 soldati feriti, mentre quelle turche furono di circa 4 000, inclusi due ufficiali francesi travestiti da turchi che vennero inviati in Siberia.
Suvorov riconobbe al reggimento "Schlisselburg" un particolare coraggio nelle azioni.
Per la vittoria di Kinburn, Caterina II concesse a Suvorov la medaglia dell'Ordine di Sant'Andrea, la più alta onorificenza di stato che, come lei stessa scrisse, veniva concessa: “per fedeltà e lealtà di servizio".